# Morris Jacob Raphall
Morris Jacob Raphall (Stoccolma, 3 ottobre 1798 – New York, 23 giugno 1868) è stato un rabbino ed ebraista britannico naturalizzato statunitense, autore di numerosi studi di storia e teologia ebraica.

## Biografia
Nato a Stoccolma in Svezia nel 1798, cominciò la sua istruzione all'età di 9 anni presso il Collegio rabbinico di Copenaghen, in Danimarca. Trasferitosi nel 1812 in Inghilterra, dal 1818 si recò in Francia, Germania e Belgio per perfezionare la sua conoscenza delle lingue moderne. Completò gli studi universitari in Germania tra ail 1821 e il 1824 presso le Università di Giessen e di Erlangen, dove conseguì il dottorato nel 1824.
Tornato in Inghilterra nel 1825, vi pubblicò nel 1834-36 la prima rivista di studi ebraici, The Hebrew Review, e col Rev. D. A. de Sola, una traduzione in lingua inglese della Mishnah (1840).
Difensore appassionato dei diritti degli ebrei, lavorò come segretario di Solomon Herschell, il rabbino capo della Gran Bretagna, e quando nel 1840 gli ebrei di Damasco furono oggetto di accuse antisemite, scrisse un testo in quattro lingue (ebraico, inglese, francese e tedesco) in loro difesa.
Nel 1841 fu nominato ministro della Sinagoga di Birmingham e direttore della locale scuola ebraica. Vi rimase per otto anni, finché nel 1849 emigrò negli Stati Uniti come rabbino della sinagoga di Greene Street, e quindi della congregazione B'nai Jeshurun, a Manhattan. dove rimase fino al proprio pensionamento nel 1866.

A New York partecipò attivamente alla vita ebraica americana, attraverso discorsi pubblici e la pubblicazione di numerosi scritti. Nel 1860 Raphall fu il primo rabbino a rivolgere un'invocazione di preghiera davanti alla Camera dei rappresentanti degli Stati Uniti, ma nel 1861 grande controversia generò la sua presa di posizione durante la guerra civile americana a favore della legittimità biblica della schiavitù, e contro l'opinione del colleghi rabbini David Einhorn e Michael Heilprin. La sua opera più importante rimane la Post-Biblical History of the Jews (1855), una delle prime opere di autore ebraico a incentrarsi sul periodo post-biblico del Secondo Tempio e nella quale Raphall poté dare prova delle solide conoscenze storiche acquisite nei suoi studi.
Morì a New York nel 1868.

## Opere
- Festivals of the Lord (London 1839)
- Devotional Exercises for the Daughters of Israel (New York 1852)
- Post-Biblical History of the Jews (Philadelphia 1855)
- The Path to Immortality (1859)
- Bible View of Slavery (1861)